# 珠洲市立緑丘中学校
珠洲市立緑丘中学校（すずしりつ みどりがおかちゅうがっこう）は、石川県珠洲市野々江町にある公立中学校。

## 沿革
- 1968年（昭和43年）
  - 4月1日 - 春日・若山・正院・蛸島の4中学校の統合・緑丘中学校の創立・校章と制服の制定。
  - 7月24日 - 校旗作成。
- 1970年（昭和45年）
  - 3月31日 - 4教場閉鎖・新校舎に移転。
  - 7月22日 - 新校舎落成・体育館落成・プール完成。
- 1972年（昭和47年）2月19日 - 校歌制定。
- 1975年（昭和50年）4月1日 - 生徒手帳作成。
- 1989年（平成元年）
  - 3月20日 - マイクロバスを市に採納したが、引き続き本校専用車となる。車庫完成。
  - 4月1日 - 新制服の制定。
- 1990年（平成2年）6月30日 - 相撲場改修し、観覧席完成。
- 1991年（平成3年）9月20日 - 第1期大規模改改修（管理棟及び特別教室棟）。
- 1992年（平成4年）
  - 9月10日 - 第2期大規模改修（教室棟）。
  - 9月30日 - コンピュータ設置。
- 1993年（平成5年）
  - 8月10日 - 第2体育館と渡り廊下の改修。
  - 10月25日 - 第3次大規模改修（第1体育館、屋上、外壁）。
- 1994年（平成6年）
  - 6月27日 - 焼却炉補修。
  - 8月26日 - 相撲場塗装替え。
  - 9月13日 - 下水道排水設備工事。
  - 9月21日 - 学校周辺整備工事。
- 1996年（平成8年）
  - 5月11日 - 給食回転釜取替（2台）。
  - 9月24日 - 自転車置場改築（1棟42台分）。
  - 11月25日 - 屋内相撲場新設。
  - 12月16日 - 第2体育館屋根補修。
- 1997年（平成9年）
  - 9月18日 - 創立30周年記念事業実行委員会より寄贈された賞典収納棚設置。
  - 11月16日 - 創立30周年記念式典。
- 1998年（平成10年）
  - 3月2日 - 創立30周年記念事業実行委員会より、マイクロバスが寄贈され、納車される。
  - 9月1日 - 「心の教室相談員」配置。
- 1999年（平成11年）
  - 8月16日 - プール浄化槽補修工事。
  - 10月26日 - パソコンインターネット工事。
- 2001年（平成13年）12月1日 - 　屋外相撲場横外物置小屋設置（PTA・珠洲市相撲連盟寄贈）。
- 2002年（平成14年）4月1日 - 生徒指導サポーターの配置。
- 2003年（平成15年）4月1日 - 上黒丸中学校を併合。
- 2005年（平成17年）4月1日 - 日置中学校を併合。
- 2006年（平成18年）5月1日 - 第1期耐震工事（教室棟）。
- 2007年（平成19年）6月1日 - 第2期耐震工事（管理棟、特別棟）。
- 2009年（平成21年）3月31日 - 厨房設置改修工事。
- 2015年（平成27年）
  - 6月19日 - 第1音楽室床張り替え修繕。
  - 8月31日 - 煙突改修工事。
  - 9月10日 - 正面玄関スロープ設置等改修工事。
- 2016年（平成28年）
  - 3月31日 - 高架水槽更新とプール改修の両工事。
  - 7月29日 - 厨房屋上防水修繕工事。
  - 9月16日 - 駐輪場解体工事。
- 2017年（平成29年）9月29日 - 屋上防水修繕工事。
- 2018年（平成30年）11月10日 - 創立50周年記念式典。
- 2019年（令和元年）
  - 6月1日 - 普通教室等冷房施設設置工事。
  - 12月6日 - 水泳場更衣室解体工事。
- 2020年（令和2年）11月1日 - 構内無線LAN整備工事。
- 2021年（令和3年）4月1日 - GIGAスクール構想により、生徒1人1台端末（学習用パソコン）配備。
- 2024年（令和6年）
  - 1月9日 - この日、3学期始業式を行う予定だったが、1日夕方に発生した令和6年能登半島地震の影響により、事実上無期限延期となった[1]。
  - 1月17日 - 馳浩石川県知事は、本校がある珠洲市と能登町の中学生計約140名を金沢市の施設に集団移転させ、21日から受け入れる事を決定した[2]。
  - 1月21日 - 希望した生徒の金沢市の医王山スポーツセンターへの集団移転を開始[3]。
  - 1月22日 - 地震の影響で延期された第3学期始業式が挙行されたが、体育館が避難所になってるため、多目的室で行ったほか、上述の集団移転の影響で、本校に登校したのは、全校生徒の約2割にあたる35名だった[4]。

## 教育方針
創立以来の校訓（正義・勉学・友情）を基盤にし、市や県の教育方針に則り、生徒や地域の実態に即して、将来を指向し、社会の創造と建設に参加できる人間の育成を目指す。

## 教育目標
- 基礎的・基本的内容をおさえ、知性と創造性を高める。
- 健康で、心豊かな人間性を身につける。
- 生命を尊重し、社会生活のルールを守る態度を育てる。
- 人権を大切にする心や、多様な生徒を正しく理解し共に助け合える心を育てる。

## 生徒会活動・部活動など

### 生徒会
生徒会執行部を頂点に、以下の8委員会が存在する。
- 生活委員会
- 環境整備委員会
- 放送委員会
- 体育委員会
- 給食委員会
- 保健委員会
- 図書委員会
- 学芸委員会

### 運動部
2009年現在、6つの部が存在する。
- 陸上競技部（男・女）
- 野球部
- ソフトテニス部（男・女）
- 相撲部（平成10年 第28回全国中学校相撲選手権大会 団体優勝）
- バスケットボール部（男・女）
- 剣道部（男・女）

### 文化部
2009年現在、吹奏楽部のみ存在する。
- 吹奏楽部（2002年および2004年に全日本吹奏楽連盟主催の全日本マーチングコンテストに出場

## 著名な卒業生
- 駿馬赤兎（元大相撲力士）[5]

## アクセス
- 北鉄奥能登バス宇出津珠洲A線・宇出津珠洲B線、珠洲市コミュニティバス「すずバス」で、「珠洲総合病院」停留所から、徒歩565m・約9分。

## 学校周辺
- 珠洲市営グラウンド - 敷地が隣接。
- 珠洲市立健民体育館 - 敷地が隣接。
- 珠洲市武道館 - 敷地が隣接。
- 妙見宮
- 亀ヶ谷池
- 石川県立飯田高等学校
- 野々江総合公園ゆとりーとぱーく
- 石川県道12号蛸島港線
- 珠洲市総合病院
- 珠洲市民図書館

## 令和6年能登半島地震の影響
- 2024年1月1日夕方に発生した「令和6年能登半島地震」で、学校が避難所になっている事から、本校を含む市内の中学生199人の内、希望者を県南部の白山市に集団移転させる方針を固めた[6]。その後、17日に馳浩石川県知事が珠洲市と能登町の中学生を金沢市内の施設に移転させる事を決定し、4日後の21日に集団移転を希望した生徒を金沢市の医王山スポーツセンターに移転。残った生徒で、地震の影響で延期された第3学期始業式を22日に行った。